# Palm Jumeirah Monorail

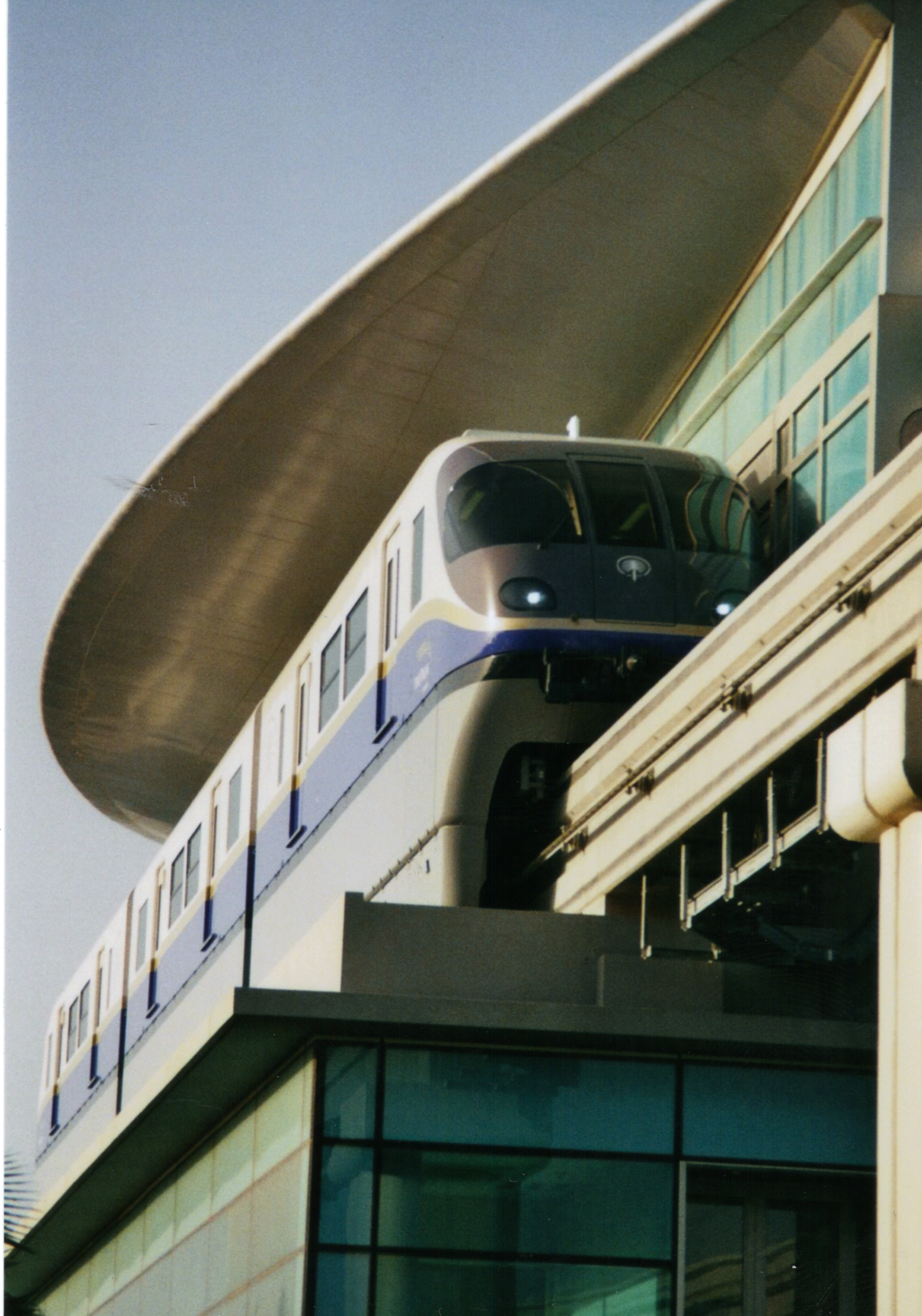
A vonalon közlekedő Hitachi motorvonat

A Palm Jumeirah Monorail egy 5,45 km hosszú, kétvágányú, egysínű vasútvonal Dubajban, mely a Pálma-szigetet köti össze a szárazfölddel. A vonalat 2009 április 30-án adták át. Összesen négy Hitachi gyártmányú motorvonat közlekedik rajta, maximum 70 km/h sebességgel.

## Állomások
Jelenleg csak az Atlantis Hotel melletti végállomás és a Gateway nevű megálló üzemel, három további építés alatt, egy pedig tervezés alatt áll.
- Atlantis Aquaventure — Atlantis The Palm
- Trump Tower - Trump International Hotel and Tower
- Palm Mall - korábban Trump Plaza
- Gateway — Gateway Towers

Tervezett vonalhosszabbítás:
- Dubai Internet City (építés alatt) - átszállási lehetőség a Dubaji metróra

## Képgaléria

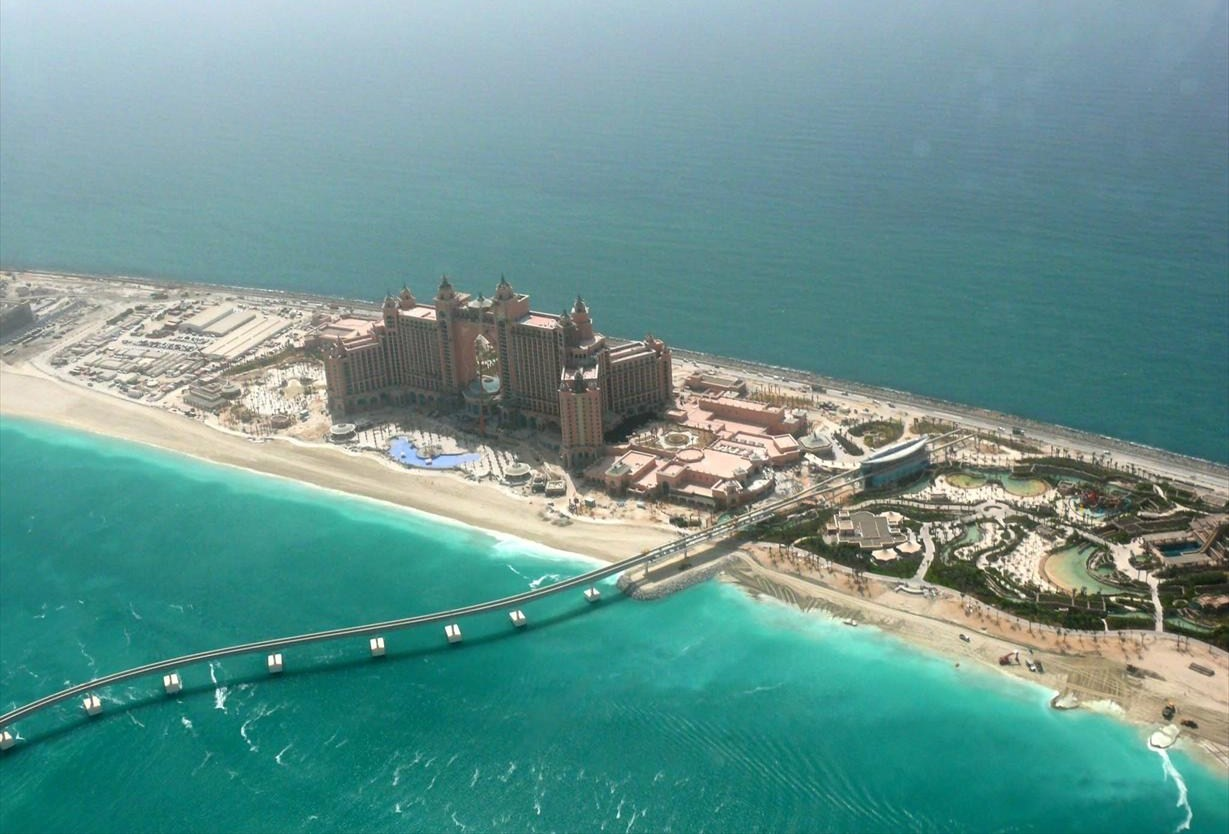
Végállomás: Atlantis, The Palm
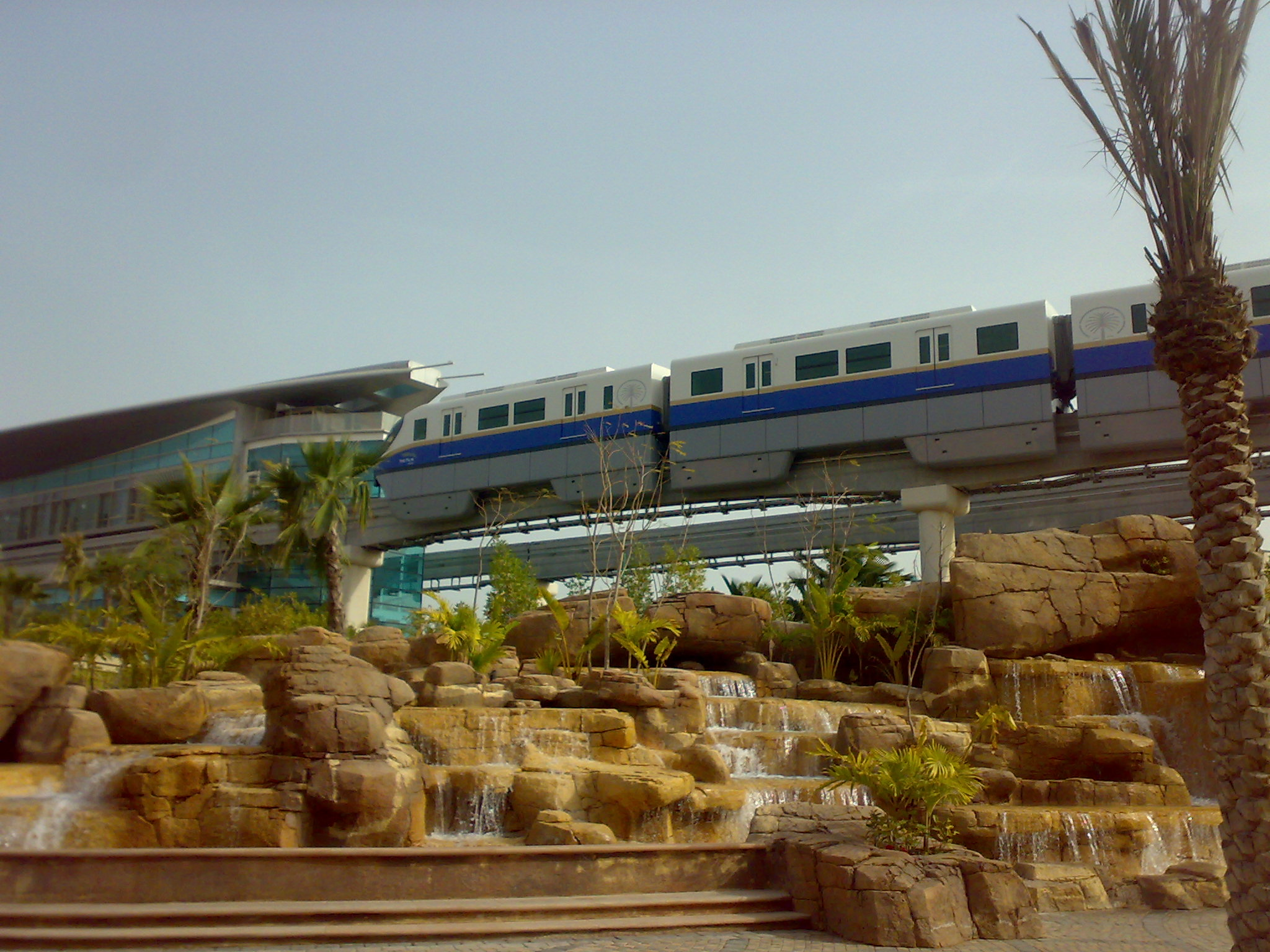
A monorail-szerelvény
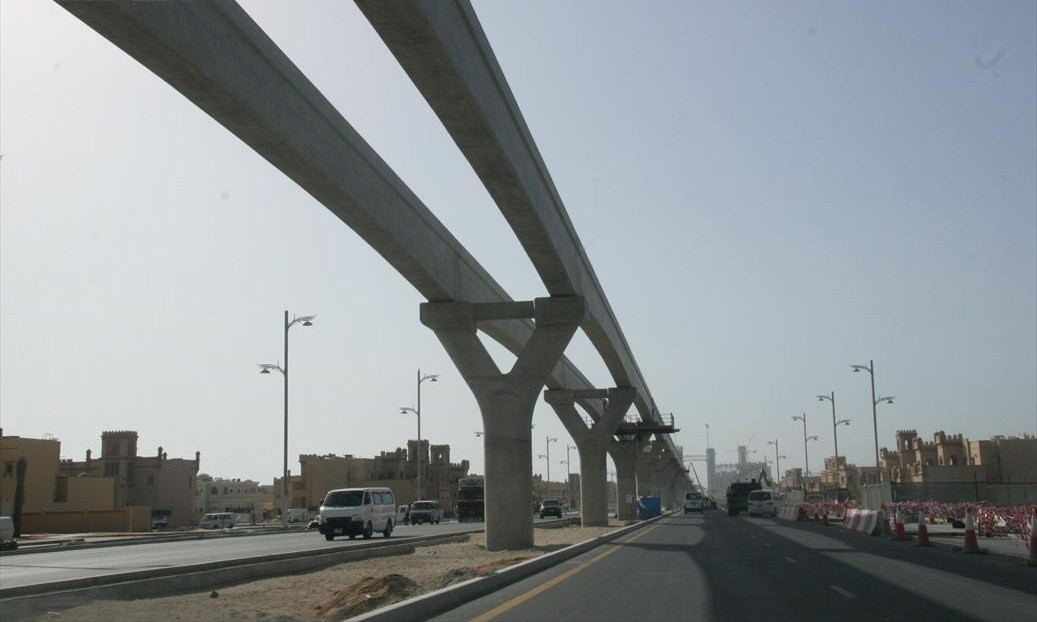
Az épülő pálya